# سيموني إيمانويلو
سيموني إيمانويلو (بالإيطالية: Simone Emmanuello)‏ (25 أبريل 1994 في إيطاليا - ) هو لاعب كرة قدم إيطالي في مركز الوسط. شارك مع منتخب إيطاليا تحت 17 سنة لكرة القدم ومنتخب إيطاليا تحت 18 سنة لكرة القدم ومنتخب إيطاليا تحت 19 سنة لكرة القدم ومنتخب إيطاليا تحت 20 سنة لكرة القدم. أما مع النوادي، فقد لعب مع أتالانتا ونادي برو فيرتشيلي.

## وصلات خارجية
- سيموني إيمانويلو على موقع قاعدة بيانات كرة القدم.إي يو (الإنجليزية)
- سيموني إيمانويلو على موقع Soccerway.com (الإنجليزية)